# 오류역
오류역(Oryu station, 五柳驛)은 전라북도 임실군 성수면 오류리에 위치한 전라선의 역이다. 현재는 폐역되어 역사가 철거되었다.

## 역사
- 1931년 10월 1일 : 무배치간이역으로 영업 개시
- 1948년 10월 1일 : 배치간이역으로 승격
- 1951년 9월 25일 : 방화로 역사 전소
- 1955년 6월 25일 : 가역사 완공
- 1965년 6월 25일 : 역사 완공
- 1970년 4월 15일 : 보통역으로 승격[1]
- 1971년 1월 1일 : 화물 취급 중지
- 1973년 1월 1일 : 수소화물 취급 중지
- 2004년 8월 5일 : 신선 이설로 봉천역과 통합되어 폐역
- 2005년 : 구역사 철거

## 참고 문헌
1. ↑  철도청 고시 제14호(1970년 4월 7일)